# Ordre du Mérite congolais
L'ordre du Mérite congolais est un ordre honorifique, le plus prestigieux témoignage officiel de reconnaissance de la république du Congo.
Il récompense, à titre normal, exceptionnel ou posthume, les chefs d'État étrangers, les personnalités éminentes, ainsi que les personnes s'étant distinguées par des actions d'éclat ou des services éminents rendus à la nation congolaise, à titre civil ou militaire.

## Historique
L'ordre du Mérite congolais est créé par l'abbé Fulbert Youlou, alors Premier ministre, le 25 février 1959,.

## Composition
L'ordre comportait trois grades à l'origine. 

### Grades
- Chevalier
- Officier
- Commandeur

Il en compte désormais deux de plus appelés dignités.

### Dignités
- Grand officier
- Grand-croix

## Description

### Commandeur
Les signes des grades les plus élevés sont en argent doré, tandis que le grade de chevalier est sans dorure.
L’insigne de commandeur est une croix à huit pointes, en bronze doré dont les rayons de type Queue-d'aronde sont recouverts d’émail rouge foncé et d’un petit rayon triangulaire à la base. 
Entre les rayons de la croix, les pointes se présentent sous la forme de rayons droits courts. Au centre se trouve un médaillon rond avec une large bordure d'émail noir. 
Dans le médaillon, il y a une image héraldique du soleil : une étoile à huit branches avec des rayons pointus droits et des traits du visage au centre, entre les rayons. 
Le rayonnement se présente sous la forme de rayons directs. 
Sur la bordure en lettres dorées sur fond noir, l'inscription : "MERITE CONGOLAIS", avec en bas un motif géométrique en forme de lignes brisées.
Le verso de la médaille est lisse, sans images ni émaux.
L'insigne de Grand officier est une étoile de 51 mm, en métal doré émaillé uniface.
Le ruban de l'Ordre est rouge foncé avec une large bande noire au centre.